# جين كيلتون
جين كيلتون (بالإنجليزية: Gene Kelton) هو مغن مؤلف أمريكي، ولد في 10 أبريل 1953، وتوفي في 28 ديسمبر 2010.

## وصلات خارجية
- جين كيلتون على موقع ميوزك برينز (الإنجليزية)
- جين كيلتون على موقع ديسكوغز (الإنجليزية)